# یوسف اصلان
یوسف اصلان (به ترکی: Yusuf Aslan)،
(۱۹۴۷ در یوزغاد - ۶ مه ۱۹۷۲ در زندان مرکزی آنکارا)، انقلابی مارکسیست-لنینیست و یکی از بنیانگذاران ارتش آزادیبخش خلق ترکیه بود.